# Amphiallagma parvum
Amphiallagma parvum – gatunek ważki z rodziny łątkowatych (Coenagrionidae); jedyny przedstawiciel rodzaju Amphiallagma. Występuje w Azji Południowej i Południowo-Wschodniej.